# Cynophalla declinata
Cynophalla declinata är en kaprisväxtart som först beskrevs av Vell., och fick sitt nu gällande namn av Hugh Hellmut Iltis och Cornejo. Cynophalla declinata ingår i släktet Cynophalla, och familjen kaprisväxter. Inga underarter finns listade i Catalogue of Life.